# Gigi l'amoroso

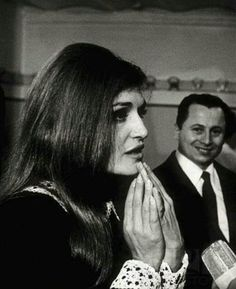
Dalida en 1967.

«Gigi L'amoroso» (en español Gigi el amoroso) es una canción francesa interpretada por Dalida en 1974, que obtuvo un gran éxito en Europa y en el Canadá. Aproximadamente 400 000 copias se vendieron en Francia en 1974

## Posicionamiento en listas
| Lista (1974-1975)              | Mejor posición |
| ------------------------------ | -------------- |
| Suiza (Schweizer Hitparade)    | 1              |
| Bélgica (Ultratop 50 flamenca) | 1              |
| Bélgica (Ultratop 40 valona)   | 4              |
| Luxemburgo (Digital Songs)     | 1              |
| Países Bajos (Dutch Top 40)    | 2              |
| España (PROMUSICAE)            | 2              |
| Canadá (Hot 100)               | 3              |
| Francia (SNEP)                 | 4              |
| Italia (hitparadeitalia)       | 59             |